# لينس ليما دي بريتو
لينس ليما دي بريتو (بالبرتغالية: Lins Lima de Britto‏) (11 سبتمبر 1987 في كاماكاري في البرازيل – )؛ هو لاعب كرة قدم كان يلعب كمهاجم.

## وصلات خارجية
- لينس ليما دي بريتو على موقع رابطة كرة القدم اليابانية للمحترفين (اليابانية)
- لينس ليما دي بريتو على موقع قاعدة بيانات كرة القدم.إي يو (الإنجليزية)
- لينس ليما دي بريتو على موقع Soccerway.com (الإنجليزية)
- لينس ليما دي بريتو على موقع عالم كرة القدم.نت (الإنجليزية)